# Luís I de Mônaco
Luís I, Príncipe de Mônaco (25 de julho de 1642 - 3 de janeiro de 1701) foi o príncipe soberano de Mônaco de 10 de Janeiro de 1662 até sua morte. Luís I era o único filho homem de Hércules Grimaldi, Marquês de Baux e de Maria Aurélia Spinola. Ele sucedeu seu avô Honorato II ao trono.
Em 1660, Luís desposou Catarina Carlota de Gramont, filha de Antônio III de Gramont, 1º duque de Gramont e de Francisca Margarida de Chivré. Eles tiveram três filhos:
- Antônio I, Príncipe de Mônaco (nascido em 1661)[1][2]
- Ana Hipólita Grimaldi (nascida em 1664)
- Honorato Grimaldi, arcebispo de Besançon (nascido em 1669)